# Ольшанский, Владимир Моисеевич
Владимир Ольшанский (англ. Vladimir Olshansky; род. 9 августа 1947, Ленинград, РСФСР, СССР) — советский и американский актёр-клоун, режиссёр, драматург, педагог, писатель, скульптор.

## Биография
Родился 9 августа 1947 года в Ленинграде.
С детства проявил незаурядный талант к актёрскому комическому мастерству. После окончания Государственного училища циркового и эстрадного искусства работал в Московской филармонии, Красноярском ТЮЗе, Ленконцерте и Театре эстрады.
Совместно с клоуном Вячеславом Полуниным явился создателем клоунской группы «Лицедеи». Создавал спектакли в жанре театральной клоунады и учился режиссуре в классе профессора Кирилла Чернозёмова в Ленинградском институте театра, музыки и кинематографии.
В конце восьмидесятых переехал в США, где стал одним из пионеров новой актёрской профессии — «Больничный клоун» (англ. Hospital Clown).
В 1996 году учредил первую профессиональную национальную организацию больничных клоунов Италии — «Soccorso Clown». Лауреат Всероссийского конкурса артистов эстрады. Владимир является первым исполнителем главной роли «жёлтого» в Снежном Шоу Вячеслава Полунина в театре Олд Вик в Лондоне и работает клоуном в Канадском Cirque du Soleil. Основатель и Художественный руководитель ART DE LA JOIE Visual Theater, Владимир представляет свои спектакли на многих Международных фестивалях и сценах Европы. В настоящее время живёт и работает в Риме, Италия.

### Начало пути
Начало театральной деятельности Владимира в России было отмечено поисками новых форм театральной клоунады. Большое влияние на его творчество оказали мастера немого кино: Чарли Чаплин, Макс Линдер, Бастер Китон. Но самым главным впечатлением от клоунады стал для него Леонид Енгибаров, которого Владимиру посчастливилось повстречать в Москве.
После окончания училища и работы в Московской Филармонии Владимир возвращается в Ленинград. По совету своего друга, Льва Стукалова, актёра и режиссёра (ныне заслуженного артиста, главного режиссёра «Нашего Театра») Владимир показывается в Красноярском ТЮЗе, руководителями которого тогда являлись Кама Гинкас и Генриетта Яновская. Там он входит в репертуар, играя в Мольеровском «Плутнях Скапена», Горацио в «Гамлете» и в других спектаклях театра. После работы в Красноярске — Ленинград. На этот раз на более долгое время.

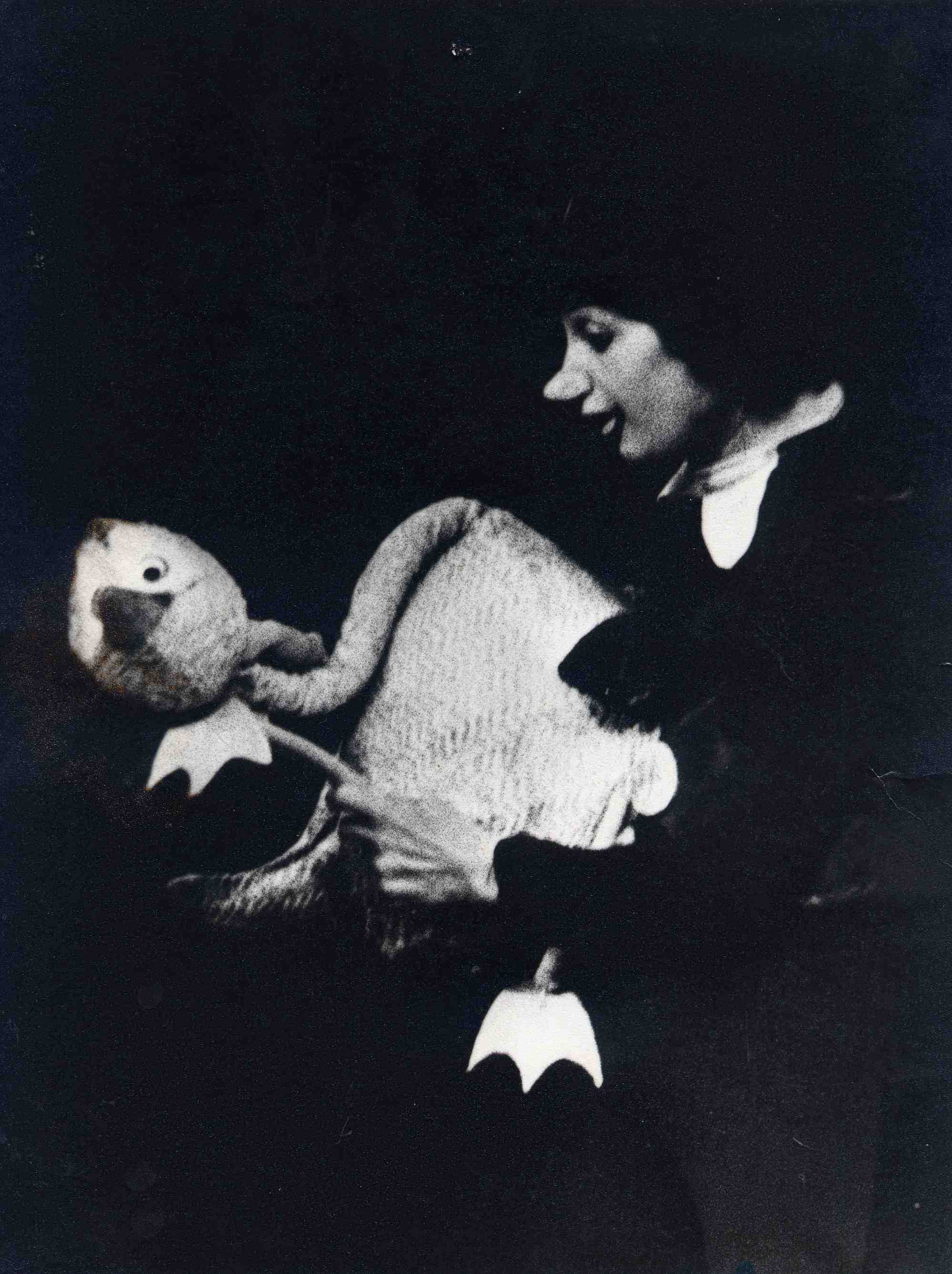
Владимир Ольшанский, "Лебедь" Театр Эстрады, Ленинград, 1977 г.
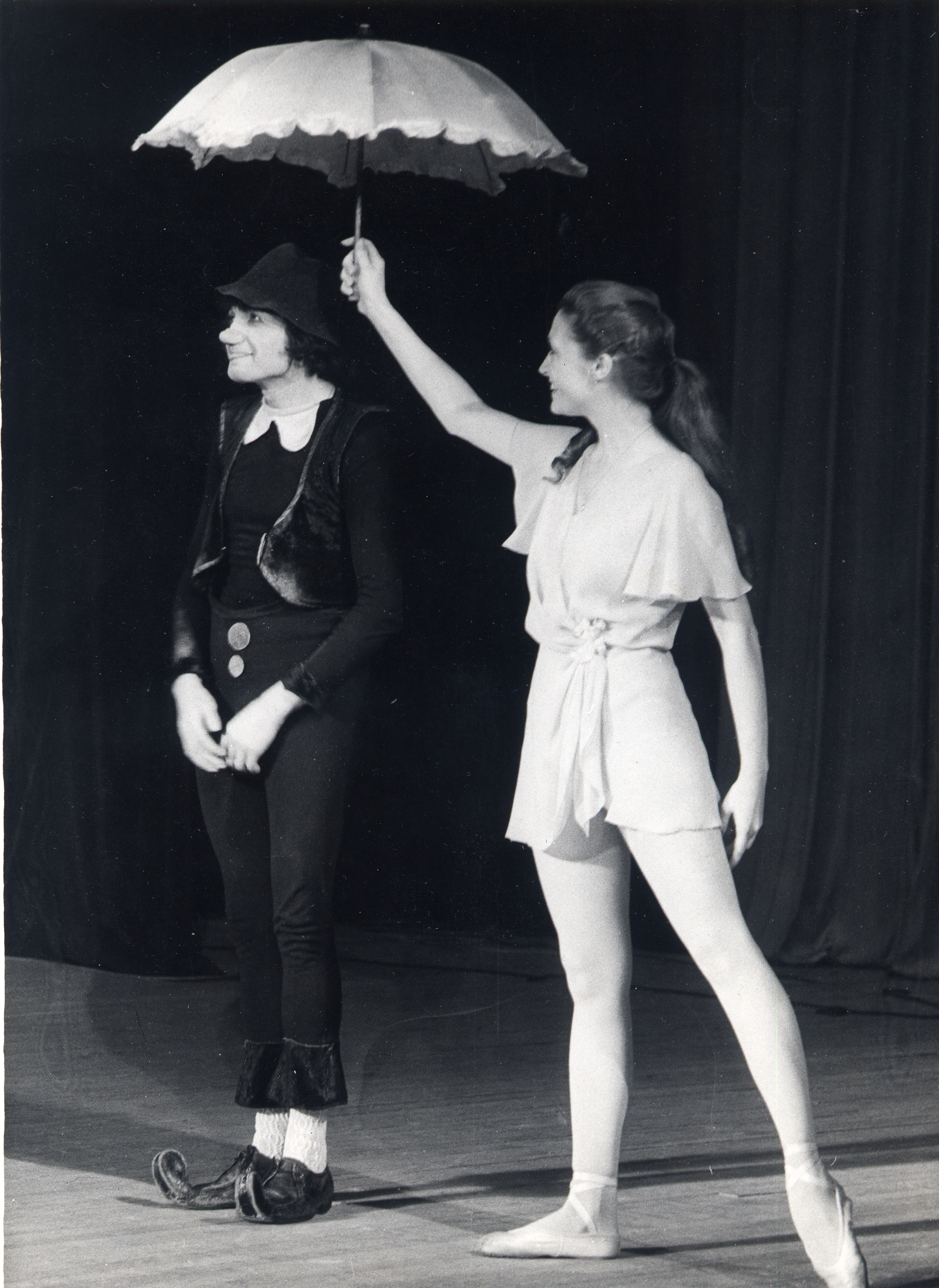
Владимир и Елена Ольшанские, Ленинград 1970-е

В этот период Владимир поступает в Мастерскую Эстрадного Искусства при Ленконцерте, которой руководит Исаак Романович Штокбант. Под его руководством был создан концертный репертуар артиста, в том числе и пантомима «Лебедь». Тогда же и началось сотрудничество с карикатуристом Виктором Богорадом, с режиссёром и актёром кукольного театра Е. Демени, Юрием Герцманом, с которым Владимира связывает многолетняя дружба. Куклу «Лебедя» создает художница Наталья Лазарева. Театральный художник, Семён Пастух, придумывает костюм клоуна — мима. Это был первый «персонаж» Владимира — «Мим» — из сказок Андерсена. Сшила костюм Соня Шарафутдинова. Впоследствии «персонаж» артиста видоизменяется и становится более «клоунским». Художник Эмиль Капелюш рисует афишу для спектакля. Теперь уже с готовым репертуаром Владимира принимают в отдел оригинальных жанров Ленконцерта.
Через год Владимир Ольшанский становится лауреатом Всероссийского конкурса артистов эстрады в Москве с номером «Лебедь» и пытается осуществить свою мечту — создать клоунский театр. Он знакомится с Вячеславом Полуниным. Результатом их сотрудничества становится спектакль в жанре театральной клоунады «Любовь и Клоуны». Основой его служат традиционные маски Комедия Дель Арте — Пьеро, Арлекин, Коломбина, Капитан. В спектакле были заняты Вячеслав Полунин, Александр Скворцов, Галина Андреева, сам Владимир Ольшанский и его жена Елена Ольшанская. Сюжеты создавались импровизационно. Режиссировал спектакль Юрий Герцман, с которым Владимир готовил свой эстрадный репертуар. Вместе с тем, несмотря на считанное количество репетиций, огромное влияние на спектакль оказал театральный педагог и режиссёр Кирилл Черноземов. Выпускали спектакль у И.Р. Штокбанта в Мастерских Ленконцерта. Декорации придумал Семён Пастух. Позже Виктор Харитонов пригласил спектакль «Любовь и Клоуны» в свой театр «Эксперимент». Там спектакль получил название, ставшее известным, — «Лицедеи».
Впоследствии Владимир Ольшанский начинает самостоятельный путь в мир клоунады и создаёт собственный моноспектакль: «Час потехи. Пессимизмы» с премьерами в Театре Эстрады и на Фестивале молодёжи и студентов в Москве, где становятся дипломантом этого фестиваля.

### Работа в Нью Йорке

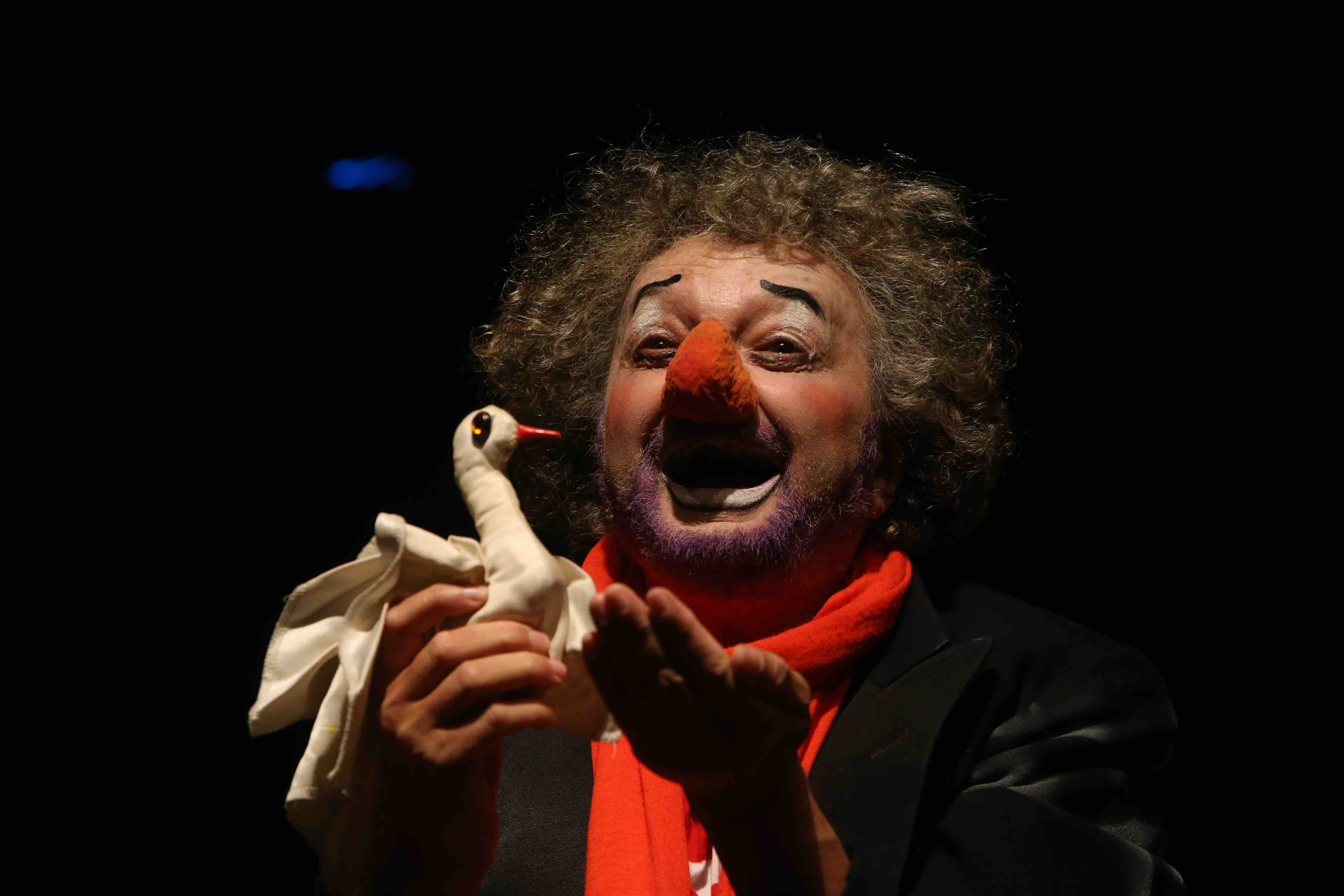
«Oops!» one man show by and with Vladimir Olshansky

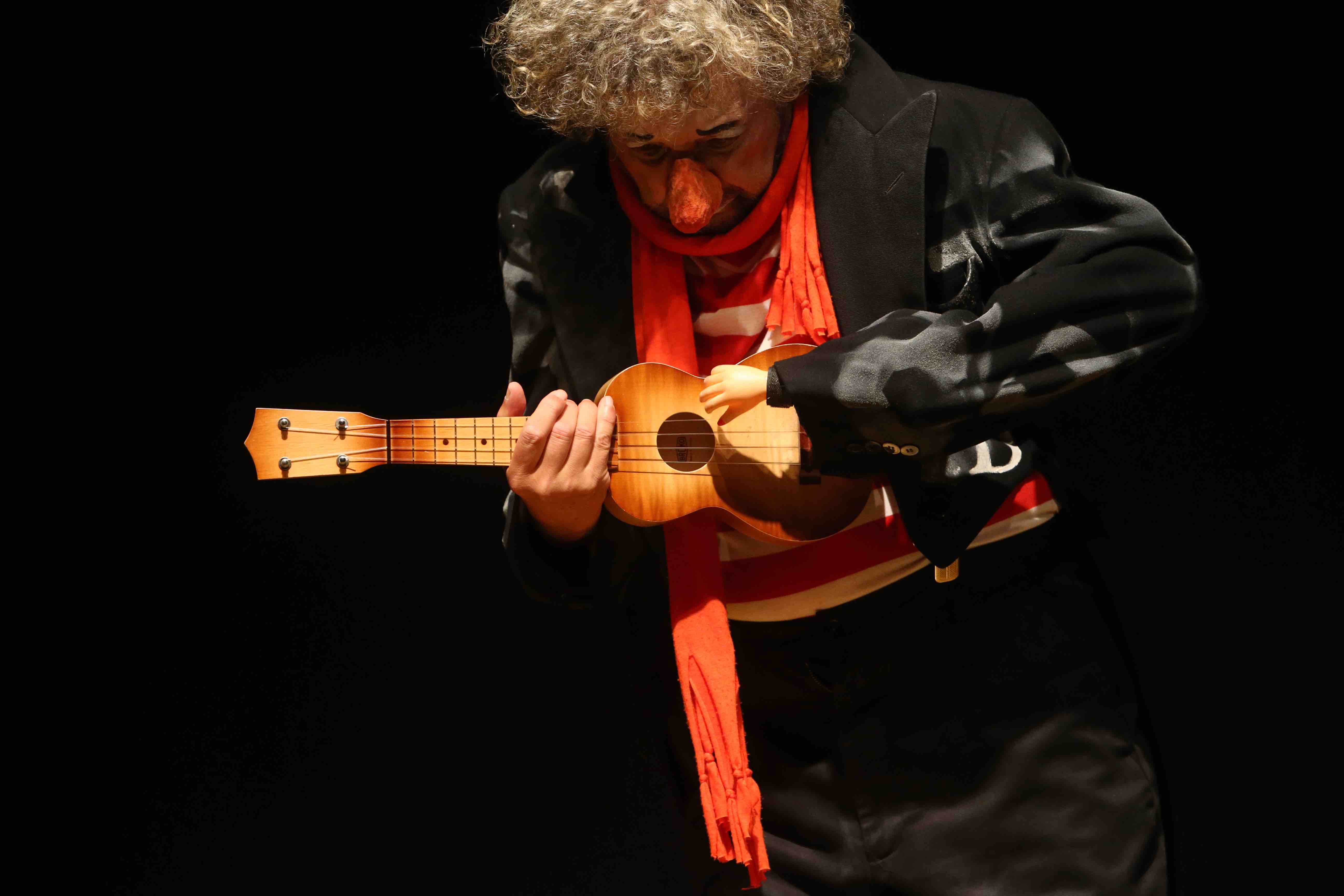
«Oops!» one man show by and with Vladimir Olshansky

С восьмидесятых годов Владимир поселился в Нью Йорке и почти десять лет проработал в Clown Care Unit — организация больничных клоунов, основанная клоуном и жонглером Майклом Кристенсен (англ. Michael Chritensen). В те времена В.М. Ольшанский работает в разных больницах Нью-Йорка: Сант Люк Госпиталь, Коламбус Пресвитериан Детский Госпиталь, Слоан Кеттеринг Госпиталь, Гарлем Госпиталь, пока не получает должность супервайзера (старшего) программы в одной из крупнейших больниц Нью-Йорка — «Нью-Йорк Пресвитериан Госпиталь». Это событие в жизни артиста открывает ему новые горизонты для развития клоунского театра, создания своего метода обучения актёров-клоунов и специализированного Мастер Класса, с которым В.М. Ольшанский начал свою педагогическую деятельность, впервые, в Университете Северной Каролины, США.
Параллельно Владимир работает над созданием своих спектаклей, с одним из которых («Как дела?») он выступает в Нью-Йоркском театре Ла Мама, под руководством Эллен Стюарт.
В это же время Владимир совместно с другими клоунами Clown Care Unit, приглашенными Полом Ньюманом, выезжает в летний лагерь Hole in the Wall для детей больных раком, куда прибывают дети из Чернобыля. В этом же году Владимиру вручают премию Рауля Валленберга за гуманитарный вклад.
Следующими этапами развития карьеры Владимира становятся приглашение Славы Полунина участвовать в «Слава Сноу Шоу», интерпретируя «желтого клоуна» Олд Вик театре в Лондоне и затем в других городах Европы, и в 2000 году сотрудничество с Cirque du Soleil в спектакле «Алегрия!», с которым Владимир путешествует в Австралию и Новую Зеландию и в 2004 году участвует в гастролях в Нью Йорке.

### Италия и Соккорсо Клаун (Soccorso Clown)

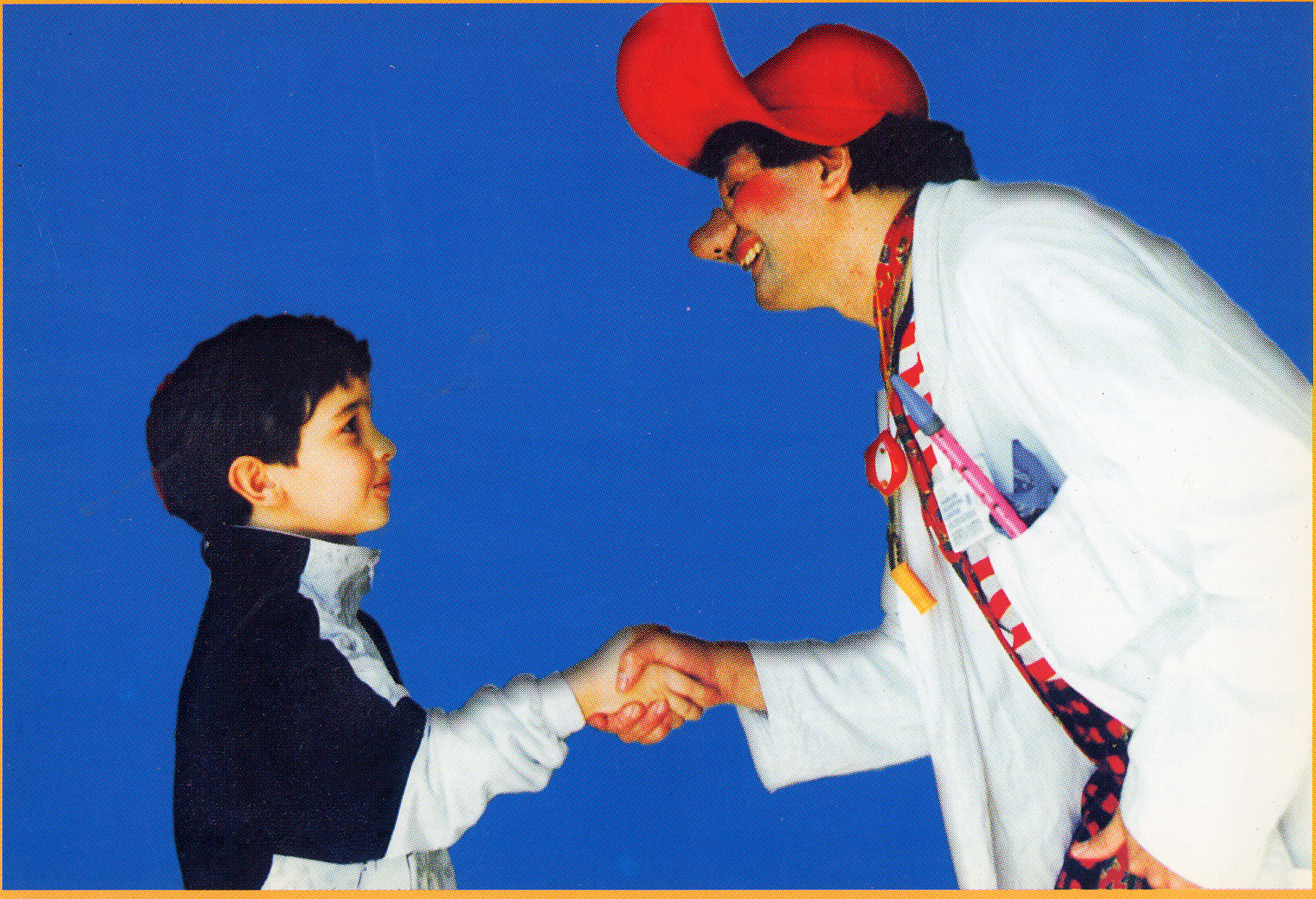
Vladimir Olshansky (Dr. Bobo) in Meyer Children’s Hospital, Florence, Italy, photo by Y.Olshansky

В 1996 году по предложению своего брата Юрия, актёра и режиссёра, работавшего в Италии, Владимир Ольшанский решает познакомить Италию с новой профессией больничного клоуна. Такой программы в этой стране до тех пор не было. Эта идея встречается с энтузиазмом Флорентийской Детской Больницей Анна Мейер, и вместе с итальянской актрисой Катериной Тури-Бикокки братья Ольшанские создают некоммерческую организацию Clown Aid (Клоунская помощь). Не тратя время на поиски спонсоров, Ассоциация родителей против детских опухолей больницы Анна Мейер «Noi Per Voi» финансирует первый в Италии пилотный проект, реализованный в онкологическом отделении Детской больницы Анна Майер в 1996—1997 годах. Используя свой многолетний опыт работы в Clown Care Unit, в цирке и театре, Владимир Ольшанский с помощью своего брата создаёт первую программу обучения «Clown in Corsia». В 1999 году этот проект реализовывается впервые братьями Ольшанскими во Флоренции с помощью Детской Больницы Майер, Национальной Государственной Итальянской Театральной Организации (ЕТИ), Района Тосканы, и финансируется Европейским Социальным Фондом. После завершения проекта в 2000 году «Clown Aid» получила свой новый статус Социального Кооператива и имя «Соккорсо Клаун» (Soccorso Clown или Неотложка Клоун, как они окрестили его по-русски). Под художественным руководством Владимира Соккорсо Клаун познакомила со своей службой многие Итальянские больницы.

### Россия и Соккорсо Клаун (Soccorso Clown)
В рамках фестиваля «Большая Перемена» с помощью Фонда Галины Вишневской и Итальянского Института Культуры в Москве в ноябре 2007 года Соккорсо Клаун во главе с Владимиром Ольшанским, группой больничных клоунов и администрацией (Лучано Пастори, Тициана Скрокка, Катерина Тури, Юрий Ольшанский) осуществляет первый в России пилотный проект профессиональных больничных клоунов, представляя программу в Москве в Онкологическом Центре Блохина, Детском Радиографическом Центре, Эндокринологическом Центре и Нейрохирургическом центре Бурденко. До проекта «Соккорсо Клаун» в России такого профессионального сервиса не существовало, хотя в одной из Московских больниц пробовали свои силы отдельные клоуны и самодеятельные артисты. В 2010 Соккорсо Клаун становится одним из основателей Европейской Федерации Организаций Больничных клоунов (EFHCO).

### «Art De La Joie» Visual Theater
В 2006 году Владимир со своими партнёрами Лучано Пастори и Юрием Ольшанским создают «Странные игры» — спектакль-притчу в новом жанре метафизической комедии, где само сочетание метафизики и комедии предлагает ключ к раскрытию его темы и идеи. Спектакль представляется на многих международных фестивалях, во многих Европейски городах, включая Эдинбург и Авиньон и получает положительную критику, как в Италии, так и во многих странах Европы. Следующая работа Владимира — новый спектакль «Путь Клоуна», вышедший в 2010 году с премьерой в Мадриде, подводит некоторый итог его театральной клоунской деятельности, проводя непрерывную линию поисков от слэпстика к метафизической комедии. В 2014 году Владимир создает визуальный театр Art De La Joie Visual Theater, в 2016 году — новую версию спектакля «Странные игры» с участием нового члена компании Карло Дечио и спектакль «Oops!» в жанре театра одного актёра, представленный в Нью Йорке, Мадриде, Риме и Милано. В настоящее время Владимир работает над двумя новыми спектаклями и преподаёт свой Актёр-Клоун Мастер Класс в Италии и других странах Европы.

### Книга Путь Клоуна
В 2013 году в Москве, в издательстве Зебра Е, выходит книга Владимира Ольшанского «Путь клоуна. История смехотерапии». Обобщая свой личный опыт актёра-клоуна, Владимир размышляет об истоках клоунады и её философии, тесно связанной с философией самой жизни, о применении клоунады в различных социальных структурах общества, о рождении и развитии новой профессии «Клоун Доктор» и новой формы театрального действа — больничной клоунады. В книге даны упражнения и описан процесс обучения новой профессии «больничный клоун». В 2017 году выходит в Италии вторая книга Владимира Manuale di Clownterapia.

## Личная жизнь

### Семья
- Отец — Ольшанский Моисей, полковник авиации, впоследствии актёр-клоун[27].
- Мать — Ольшанская Елена, музыкант.
- Сын — Ольшанский Даниил, художник, график, автор-исполнитель песен в жанре «хип-хоп»[28].

## Награды и премии
- Премия «Рауля Валленберга» США.
- Премия «Микельанджело» Италия.
- Премия «Франко Энрикеса» Италия.
- «Circus schools award» в Сан Ремо Италия.
- Почётная медаль Президента Итальянской Республики Италия.
- Специальное Благословение от Папы Иоанна Павла II Италия.